# Mirko Drotschmann
Mirko Drotschmann (* 30. duben 1986, Malsch, Německo) je německý novinář, spisovatel a youtuber.

## Život

### Soukromý život
Během školních let byl šéfredaktorem školních novin na Gymnáziu Albertus-Magnus v Ettlingenu. Od roku 2002 do roku 2004 zde působil v radě mládeže a do roku 2010 také aktivně působil v Obecní radě SPD.
Po maturitní zkoušce začal působit u SWR a taktéž pracoval jako nezávislý moderátor a zpravodaj u Dasdingu. Po civilní službě studoval dějiny a kulturní studia na Univerzitě v Karlsruhe. Mimo studií na vysoké škole pracoval jako novinář na volné noze. Následně pracoval pro televizní stanici ZDF v programu pro mládež a byl nezávislým moderátorem u rozhlasové stanice N-Joy a novin Stuttgarter Zeitung.
V letech 2013 a 2014 absolvoval novinářskou stáž u SWR a od října 2015 do prosince 2017 pracoval Mirko jako reportér a moderátor u ZDF, současně i na pozici výkonného ředitele u produkční společnosti Media GmbH.
Mirko Drotschmann je členem nestranické organizace pro digitální rozvoj a kulturu, která mimo jiné radí i zemské vládě v Porýní-Falc v digitálních záležitostech.
Koncem března 2020 začal vysílat v dokumentární stanici Terra X (společnost ZDF) třídílnou minisérii historických dokumentárních filmů: "Eine kurze Geschichte über... ...das Mittelalter, ...die Hexenverfolgung, ...das Alte Ägypten" ("Krátká historie o... ...středověku, ...honu na čarodějnice, ...starověkém Egyptě").
Je ženatý a má dvě dcery. Bydlí v Mohuči.

### Kariéra na youtube
Je provozovatelem kanálu na youtube s názvem MrWissen2go, kam vkládá svá krátká (většinou 15 minutová) videa na politická a sociální témata. Tento kanál má v současné době kolem 1,29 milionů odběratelů. Zároveň jsou tato videa také součástí funkce mediálních služeb online společností ARD a ZDF.
Od roku 2017 je Mirko Drotschmann moderátorem youtubového kanálu MrWissen2go Geschichte (jinak také "musstewissen Geschichte"), kde publikuje videa na různá historická témata. Tento kanál je dnes odebírán přibližně 948 tisíci odběrateli.
Taktéž byl Mirko Drotschmann v letech 2015 až 2019 moderátorem youtubového kanálu MDR ZEITREISE2go, kde byla publikována videa rovněž na historická témata či na výklady určitých historických osobností.
Na těchto kanálech může i český divák nalézt témata z české historie, jako například: objasnění Pražského jara v roce 1968 (MDR DOK), události Mnichovské dohody 1938 (MDR DOK) nebo historie vysídlení sudetských Němců z poválečného Československa v roce 1945 (MrWissen2go Geschichte).
Videa jsou vydávána v německém jazyce.
V lednu 2015 inicioval Mirko Drotschmann akci #YouGeHa (YouTube gegen Hass - youtube proti nenávisti), kde byla shromážděna videa, která se stavěla proti rasismu, xenofobii a homofobii. Tento projekt zvítězil v roce 2016 cenu The Bob's.
V souvislosti s německými volbami do spolkového sněmu v roce 2017 uskutečnil rozhovor s německou kancléřkou Angelou Merkelovou a jejím protivníkem, politikem Martinem Schulzem. Tento rozhovor běžel také online živě na youtube.

## Publikace
- Verrückte Geschichte – Absurdes, Lustiges und Unglaubliches aus der Vergangenheit. riva, Mnichov 2016 (Šílené dějiny - absurdní, vtipné a neuvěřitelné příběhy z minulosti)